# Juan Jacinto Paiva
Juan Jacinto Paiva Medina (Cuzco, 11 de septiembre de 1904) fue un filósofo, sindicalista y político peruano. 

## Biografía
Nació en el Cuzco el 11 de septiembre de 1904 hijo de Juan Bautista Paiva Almanza y Gabriela Medina Carreño. En 1943 se casó en Quillabamba con Benigna Torre Mendoza. tuvo 6 hijos. 
Vivió desde 1925 en París, Francia. En diciembre de 1928, estando en París junto a Eudocio Ravines, César Vallejo y Armando Bazán decidieron apoyar al Partido Socialista Peruano de José Carlos Mariátegui sobre el APRA de Víctor Raúl Haya de la Torre debido a que este no era un partido de clases y, en consecuencia, no era socialista. En septiembre de 1929, ya de vuelta en el Perú, fue apresado por el gobierno de Augusto B. Leguía y enviado a la Isla El Frontón.
En 1936, Paiva viajó voluntariamente a España para participar activamente en la Guerra Civil Española por el bando republicano como parte de las Brigadas Internacionales.

## Vida Política
Fue elegido diputado por la Provincia de La Convención en 1945 con 1121 votos por el partido Frente Democrático Nacional que postuló también a José Luis Bustamante y Rivero a la presidencia de la república.